# Autorretrato copiando Belisário e o filho de Davi em meio corpo
O Autorretrato Copiando Belisário e o Filho de David em Meio Corpo (em francês, Autoportrait copiant le Bélisaire et l'enfant à mi-corps de David) é uma pintura da artista francesa Marie-Guillemine Benoist, nascida Laville-Leroulx, que ela apresentou em 1786 na Exposição da Juventude em Paris. Foi adquirido em 2020 pela Staatliche Kunsthalle em Karlsruhe, Alemanha.
Esta é a mais famosa das autorrepresentações da artista.

## Descrição e Análise
O Autorretrato Copiando Belisário e o Filho de David em Meio Corpo é uma obra emblemática não apenas pela delicadeza formal que caracteriza o traço de Marie-Guilhelmine Benoist (1768–1826), mas, sobretudo, por seu valor como documento visual da prática de formação e afirmação identitária das mulheres artistas na Paris pré-revolucionária.
Neste autorretrato, Benoist representa-se em plena atividade de cópia, trabalhando a partir da célebre composição Bélisaire demandant l’aumône (1781) de Jacques-Louis David, seu mestre e uma das figuras centrais da pintura neoclássica. O detalhe da cena que Benoist escolhe reproduzir — o menino amparando o velho general cego, Belisário — não é fortuito: trata-se de um fragmento carregado de pathos, cuja reprodução exige sensibilidade para captar a compaixão e o rigor formal próprios do estilo de David.
A jovem artista aparece vestida de forma simples, sentada diante do cavalete, inteiramente absorvida pela prática do desenho, o olhar fixo e concentrado, postura que sublinha a seriedade de sua atividade e o desejo de legitimar-se como pintora profissional, não como mera amadora. Diferente de muitos autorretratos femininos do século XVIII — frequentemente compostos com ênfase em trajes suntuosos ou adereços que oscilam entre o enfeite e o signo de status social — Benoist opta por uma apresentação sóbria, austera e reservada, reforçando uma ideia de devoção quase monástica ao labor artístico.
A cena revela também a prática comum às artistas da época: o aprendizado através da cópia de mestres consagrados, uma vez que o acesso ao estudo de modelos vivos masculinos era socialmente restrito às mulheres, por motivos de decoro. Ao autorrepresentar-se nesse exato gesto de cópia, Benoist documenta não apenas sua habilidade, mas também o caminho de formação institucional pelo qual uma mulher pintora deveria transitar se desejasse legitimar-se no sistema artístico acadêmico francês.
Além disso, a escolha de retratar-se com o estudo de Bélisaire carrega um subtexto intelectual e social: o próprio tema da pintura de David narra a queda de um general romano injustamente acusado de traição, condenado à cegueira e à mendicância, amparado apenas pela piedade de um jovem. Esse tema de sofrimento nobre e de injustiça, muito caro ao ideário iluminista, pode ser lido também como um eco simbólico das barreiras que Benoist — enquanto mulher — enfrentava no universo artístico, e da solidariedade silenciosa que guiava as mulheres artistas num meio profundamente patriarcal.
Este autorretrato prenuncia, de certa forma, o percurso estético e ético que Benoist desenvolveria em sua obra: Retrato de uma negra (1800), hoje conservado no Louvre, onde questões de gênero, alteridade e humanidade são abordadas com rigor formal e carga política discreta, mas contundente.